# Mercury Morris
Eugene Edward Morris (Pittsburgh, Pensilvania, 5 de enero de 1947-21 de septiembre de 2024), conocido profesionalmente como Mercury Morris, fue un jugador de fútbol americano profesional que fue corredor y regresador de patadas. Jugó durante ocho años, principalmente para los Miami Dolphins, en la Liga Americana de Fútbol (AFL) como novato en 1969 y luego en la Conferencia Americana de Fútbol (AFC) después de la fusión con la Liga Nacional de Fútbol (NFL) en 1970.
Jugó en tres Super Bowls, ganó dos veces y fue seleccionado para tres Pro Bowls.
En 1982, fue condenado por delitos graves de tráfico de drogas. Después de tres años y medio en prisión, fue liberado tras un acuerdo de culpabilidad en el que se declaró culpable de los cargos de conspiración para consumir cocaína.

## Trayectoria amateur
Nacido en Pittsburgh, Pensilvania, asistió a la Avonworth High School en los suburbios del noroeste de la ciudad. Asistió a la Universidad Estatal de West Texas (ahora Universidad West Texas A&amp;M) de 1965 a 1969, donde fue un All-American para los Buffaloes como tailback en 1967 y 1968. En 1967, terminó segundo en la nación detrás de OJ Simpson de USC en yardas terrestres con 1,274.
En su año récord de 1968, estableció récords universitarios de yardas terrestres en un solo juego, con 340, yardas terrestres en una sola temporada con 1,571 y yardas terrestres en una carrera universitaria de tres años (los estudiantes de primer año no eran elegibles), con 3,388. Simpson rompió el récord de yardas terrestres en una sola temporada solo una semana después de que Morris lo estableciera. El récord de carrera de tres temporadas de Morris fue superado dos años después por Don McCauley.
Después de la universidad,fue elegido en la tercera ronda del Draft Común AFL-NFL de 1969 por los Miami Dolphins de la AFL.

## Trayectoria profesional
En 1971, a pesar de estar descontento con su mínimo tiempo de juego como corredor suplente, ayudó a los Dolphins a ganar su primer Super Bowl, el Super Bowl VI, al liderar la Conferencia de Fútbol Americano (AFC), con un promedio de devolución de patada de salida de 28.2 yardas. Durante la temporada regular, Morris también aprovechó al máximo sus oportunidades como running back, ganando 315 yardas terrestres en 57 acarreos para un promedio de 5.5 yardas, un promedio que habría liderado la NFL si tuviera suficientes acarreos para calificar.  Esa temporada, fue seleccionado para el Pro Bowl por primera vez como regresador de patadas, aunque también fue utilizado como running back en el juego.
En las temporadas de 1972 y 1973, Morris ganó anillos de Super Bowl en el Super Bowl VII y el Super Bowl VIII y fue seleccionado para el Pro Bowl en ambos años. En 1972, compartió la posición de corredor con Kiick, participando en menos jugadas que Kiick pero teniendo más acarreos como corredor. Ese año, corrió exactamente 1,000 yardas en 190 acarreos, convirtiéndose, con compañero de equipo Larry Csonka, el primer tándem de 1,000 yardas en la historia de la NFL. Inicialmente se pensó que había terminado con 991 yardas, pero la gerencia de los Dolphins pidió a la liga que examinara una jugada en la que perdió el balón en un lateral, por lo que se le otorgaron las nueve yardas previamente registradas como perdidas en la jugada, lo que le dio 1,000 yardas para la temporada. Ese año, también lideró la NFL con 12 touchdowns terrestres y su promedio de 5,3 yardas por acarreo fue tercero en la NFL.
En 1973, había asumido el puesto de corredor titular y corrió para 954 yardas en 149 acarreos, a pesar de jugar con una lesión en el cuello al final de la temporada. Su promedio de 6,4 yardas por acarreo lideró la NFL esa temporada, y terminó tercero en la NFL en touchdowns terrestres.
Se destacó en varios juegos de playoffs previos a las dos victorias de Miami en el Super Bowl. En 1972, lideró a los Dolphins en carreras terrestres tanto en el juego de playoffs divisional contra Cleveland como en el Juego de Campeonato de la AFC contra Pittsburgh con 72 yardas y 76 yardas respectivamente. En 1973, lideró a los Dolphins en carreras terrestres para los playoffs divisionales contra Cincinnati con 106 yardas y agregó 86 yardas terrestres más en el Juego de Campeonato de la AFC contra Oakland.

## Últimos años y muerte
En 1974, coprotagonizó el papel de Bookie Garrett en la película de blaxploitation The Black Six junto a otras estrellas del fútbol de la época. Posteriormente, Morris continuó su carrera como orador motivacional.
Falleció el 21 de septiembre de 2024, a los 77 años de edad.

## Estadísticas de carrera de la NFL
| Leyenda | Leyenda            |
| ------- | ------------------ |
|         | Lideró la liga     |
|         | Ganó el Super Bowl |
| Negrita | Máximo profesional |

| Año     | Equipo  | Juegos | Juegos | Rushing | Rushing | Rushing | Rushing | Rushing | Rushing | Receiving | Receiving | Receiving | Receiving | Receiving | Fumbles | Fumbles |
| Año     | Equipo  | GP     | GS     | Att     | Yds     | Avg     | Y/G     | Lng     | TD      | Rec       | Yds       | Avg       | Lng       | TD        | Fum     | FR      |
| ------- | ------- | ------ | ------ | ------- | ------- | ------- | ------- | ------- | ------- | --------- | --------- | --------- | --------- | --------- | ------- | ------- |
| 1969    | MIA     | 14     | 0      | 23      | 110     | 4.8     | 7.9     | 37      | 1       | 6         | 65        | 10.8      | 29        | 0         | 4       | 0       |
| 1970    | MIA     | 12     | 1      | 60      | 409     | 6.8     | 34.1    | 40      | 0       | 12        | 149       | 12.4      | 50        | 0         | 6       | 1       |
| 1971    | MIA     | 14     | 3      | 57      | 315     | 5.5     | 22.5    | 51      | 1       | 5         | 16        | 3.2       | 11        | 0         | 1       | 0       |
| 1972    | MIA     | 14     | 11     | 190     | 1,000   | 5.3     | 71.4    | 33      | 12      | 15        | 168       | 11.2      | 34        | 0         | 8       | 1       |
| 1973    | MIA     | 13     | 10     | 149     | 954     | 6.4     | 73.4    | 70      | 10      | 4         | 51        | 12.8      | 36        | 0         | 3       | 0       |
| 1974    | MIA     | 5      | 3      | 56      | 214     | 3.8     | 42.8    | 17      | 1       | 2         | 27        | 13.5      | 23        | 1         | 4       | 1       |
| 1975    | MIA     | 14     | 14     | 219     | 875     | 4.0     | 62.5    | 49      | 4       | 2         | 15        | 7.5       | 10        | 0         | 5       | 1       |
| 1976    | SD      | 13     | 0      | 50      | 256     | 5.1     | 19.7    | 30      | 2       | 8         | 52        | 6.5       | 20        | 0         | 1       | 0       |
| Carrera | Carrera | 99     | 42     | 804     | 4,133   | 5.1     | 41.7    | 70      | 31      | 54        | 543       | 10.1      | 50        | 1         | 32      | 4       |